# Рудницкая, Милена Ивановна

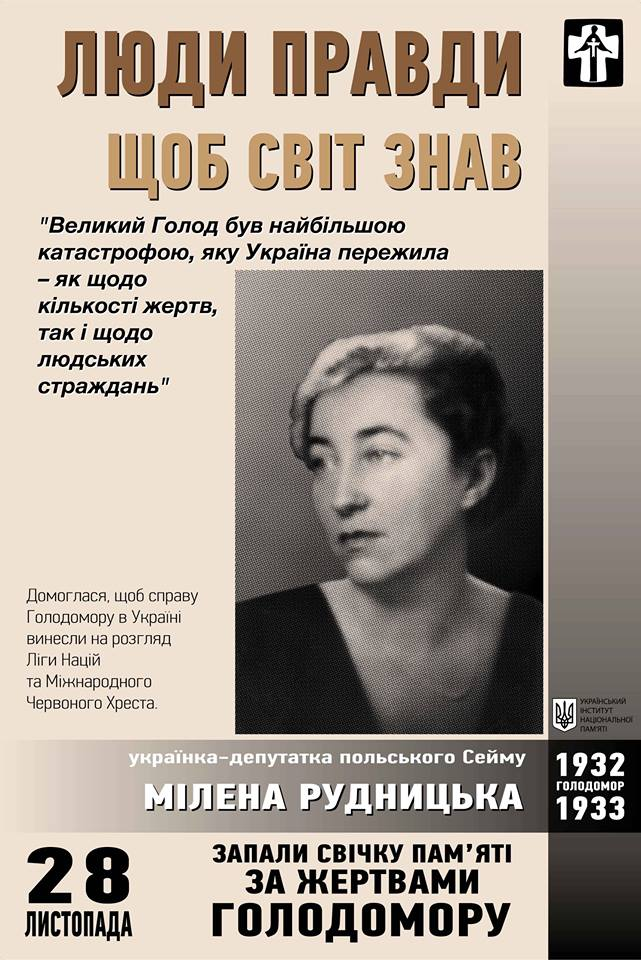

Милена Ивановна Рудницкая (укр. Мілена Іванівна Рудницька, пол. Milena Rudnycka; 15 июля 1892, Зборов — 29 марта 1976, Мюнхен) — украинская политическая и общественная деятельница, журналистка, педагог, активистка националистического Украинского национально-демократического объединения (УНДО), глава центральной управы Союза украинок (с 1928 года). В 1928—1935 годах была депутатом польского сейма второй и третьей каденции.

## Общественно-политическая деятельность
Работала учительницей в школе, затем, в 1921—1928 годах, — преподавателем на Высших педагогических курсах во Львове. Была председателем Центрального совета Союза украинцев во Львове, участницей украинского женского съезд в Станиславове (ныне Ивано-Франковск) в 1934 году, членом Всемирной ассоциации украинцев и организации «Дружина княгини Ольги».
Была активным членом УНДО. В 1928—1935 годах была депутатом польского сейма, членом комитетов образования и иностранных дел в нём. Как представительница так называемого Украинского парламентского представительства направляла петиции в Лигу Наций, в том числе в связи с умиротворением Восточной Галиции в 1930 году и в связи с массовым голодом 1932—1933 годов в Украинской ССР. Голод в те годы был практически на всей территории СССР.
В 1936—1939 годах была членом президиума украинского Контактного комитета во Львове. В 1935—1939 годах редактировала выходивший раз в две недели журнал «Жінка».
После советского вторжения в Польшу (Западную Украину) и занятия Львова Красной Армией покинула город с сыном, бежав в фашистскую зону оккупации Польши. Первоначально осталась в Кракове, летом 1940 года отправилась в Берлин, а затем, в 1943 году, — в Прагу. С 1945 года осталась в эмиграции — сначала в Фельдкирхе, а с 1946 года жила в Женеве, куда она отправилась по приглашению международного Красного Креста, и в 1946—1950 годах была президентом эмигрантской Украинской помощи. В 1950—1958 годах была сотрудником украинской газеты «Свободы» в Нью-Йорке, в 1956—1960 годах работала на «Радио Свобода» в Мюнхене. Жила в Нью-Йорке, Риме и Мюнхене. В 1948—1950 годах была представителем так называемой Украинской народной рады в Швейцарии.
Скончалась в Мюнхене в 1976 году. 20 сентября 1997 года её прах был перезахоронен на Лычаковском кладбище во Львове.

## Семья
Муж — Павло Лысяк, сын — Иван Лысяк-Рудницкий, брат — Иван Кедрин-Рудницкий.